# 小久保修
小久保 修（こくぼ しゅう 1956年 - ）は、日本の作家。三重県津市出身。

## 経歴
三重県立津高等学校を経て、早稲田大学教育学部国語国文学科卒。同級生に、ラズウェル細木、斎藤雅文、佐藤勝明、古木優、高田裕史、谷口理などがいた。三重県内の高等学校に勤務。「小久保修」は、小説を書くときのペンネーム。2004年、「夜を泳ぐ魚たち」で三重県文化賞文学新人賞を受賞。この作品は、定時制高等学校での勤務経験に材を取ったもの。「海」同人。